# Linia sukcesji tronu Luksemburga
Władca Luksemburga nosi tytuł wielkiego księcia Luksemburga. Luksemburski tron jest dziedziczny i od 1964 roku należy do dynastii Burbonów.

## Linia sukcesji luksemburskiego tronu
|     | Osoba                                              | Ojciec                                             | Matka                                                | Data urodzenia    |
| 1.  | JKW Wilhelm, dziedziczny wielki książę Luksemburga | JKW Henryk, wielki książę Luksemburga              | JKW Maria Teresa, wielka księżna Luksemburga         | 11 listopada 1981 |
| 2.  | JKW książę Karol z Luksemburga                     | JKW Wilhelm, dziedziczny wielki książę Luksemburga | JKW Stefania, dziedziczna wielka księżna Luksemburga | 10 maja 2020      |
| 3.  | JKW książę Franciszek z Luksemburga                | JKW Wilhelm, dziedziczny wielki książę Luksemburga | JKW Stefania, dziedziczna wielka księżna Luksemburga | 27 marca 2023     |
| 4.  | JKW książę Feliks z Luksemburga                    | JKW Henryk, wielki książę Luksemburga              | JKW Maria Teresa, wielka księżna Luksemburga         | 3 czerwca 1984    |
| 5.  | JKW księżniczka Amalia z Nassau                    | JKW książę Feliks z Luksemburga                    | JKW księżna Klara z Luksemburga                      | 15 czerwca 2014   |
| 6.  | JKW książę Liam z Nassau                           | JKW książę Feliks z Luksemburga                    | JKW księżna Klara z Luksemburga                      | 28 listopada 2016 |
| 7.  | JKW książę Baltazar z Nassau                       | JKW książę Feliks z Luksemburga                    | JKW księżna Klara z Luksemburga                      | 7 stycznia 2024   |
| 8.  | JKW księżniczka Aleksandra z Luksemburga           | JKW Henryk, wielki książę Luksemburga              | JKW Maria Teresa, wielka księżna Luksemburga         | 16 lutego 1991    |
| 9.  | JKW księżniczka Wiktoria Bagory                    | Nicolas Bagory                                     | JKW księżniczka Aleksandra z Luksemburga             | 14 maja 2024      |
| 10. | JKW książę Sebastian z Luksemburga                 | JKW Henryk, wielki książę Luksemburga              | JKW Maria Teresa, wielka księżna Luksemburga         | 16 kwietnia 1992  |
| 11. | JKW książę Wilhelm z Luksemburga                   | JKW Jan, wielki książę Luksemburga                 | JKW Józefina-Szarlotta, wielka księżna Luksemburga   | 1 maja 1963       |
| 12. | JKW książę Paweł-Ludwik z Nassau                   | JKW książę Wilhelm z Luksemburga                   | JKW księżna Sybilla z Luksemburga                    | 24 marca 1998     |
| 13. | JKW książę Leopold z Nassau                        | JKW książę Wilhelm z Luksemburga                   | JKW księżna Sybilla z Luksemburga                    | 2 maja 2000       |
| 14. | JKW książę Jan-Andrzej z Nassau                    | JKW książę Wilhelm z Luksemburga                   | JKW księżna Sybilla z Luksemburga                    | 15 lipca 2004     |
| 15. | JKW książę Robert z Luksemburga                    | JKW książę Karol z Luksemburga                     | JKW księżna Joanna z Luksemburga                     | 14 sierpnia 1968  |
| 16. | JKW książę Aleksander z Nassau                     | JKW książę Robert z Luksemburga                    | JKW księżna Julia z Luksemburga                      | 18 kwietnia 1997  |
| 17. | JKW książę Fryderyk z Nassau                       | JKW książę Robert z Luksemburga                    | JKW księżna Julia z Luksemburga                      | 18 marca 2002     |